# Picot fuliginós septentrional
El picot fuliginós septentrional (Mulleripicus funebris) és una espècie d'ocell de la família dels pícids (Picidae) que habita la selva humida de les Filipines septentrionals.

Fins fa poc s'han distingit el picot fuliginós meridional i el septentrional com coespecífics.